# Angeloid - Sora no otoshimono
Angeloid - Sora no otoshimono (そらのおとしもの?, Sora no otoshimono, lett. "Colei che è precipitata dal cielo" o "Colei che apparteneva al cielo") è un manga scritto e disegnato da Sū Minazuki. Tale serie successivamente ha ottenuto un primo adattamento ad anime nel 2009 di 13 episodi ed una serie di light novel.
Nel marzo 2010 è stata annunciata la realizzazione di una seconda stagione dell'anime dal titolo Sora no otoshimono Forte, che è stata trasmessa dal 1º ottobre al 17 dicembre 2010. Alla fine del 12º episodio è stata annunciata la produzione di un film su Sora no otoshimono incentrato sulle vicende riguardanti Hiyori Kazane, non presenti in questa seconda serie. Il lungometraggio, intitolato Sora no otoshimono: Tokei-jikake no Angeloid, è uscito nei cinema giapponesi il 25 giugno 2011. La trama del film comunque differisce sostanzialmente da quella del manga.
Nella primavera 2012 si è annunciata la futura produzione di una terza stagione. La terza serie è poi stata cancellata e sostituita da un secondo film, Sora no otoshimono Final: Eternal My Master, uscito in Giappone il 26 aprile 2014 e continuo del primo film.
In Italia, i diritti del manga sono stati acquistati da Panini Comics, che ne ha iniziato la pubblicazione sotto l'etichetta Planet Manga dal 28 gennaio 2012 a cadenza mensile. L'adattamento animato è invece tuttora inedito.

## Trama
La storia ruota attorno ad un ragazzo della città di Sorami di nome Tomoki Sakurai che fin da piccolo ha sempre avuto lo stesso strano sogno in cui una bellissima ragazza lo tiene per mano per poi scomparire nel cielo facendolo risvegliare in lacrime. Un giorno Tomoki viene invitato dalla sua amica d'infanzia Sohara Mitsuki e da Eishirō Sugata (il leader del club del "Nuovo Mondo") a vedere uno strano oggetto in cielo che credano possa essere il nuovo mondo. Tomoki la notte però è l'unico che riesce a presentarsi all'appuntamento e prima che Eishirō lo possa fare scappare uno strano oggetto precipita dal cielo. Questo strano oggetto non è nient'altro che una bellissima ragazza con le ali. Tomoki dapprima cercherà di fuggire ma vista questa creatura in pericolo si getta su di lei e cerca di portarla in salvo. Questa ragazza è in realtà un Angeloid di nome Ikaros che si lega a Tomoki tramite l'"Imprinting" (registrazione) e la catena che ha al collo si avvolge alla mano del ragazzo incredulo. Ikaros si presenta come un Angeloid di classe inferiore che ha il compito di soddisfare qualsiasi desiderio del suo padrone.
Grazie alla compagnia di Tomoki inizierà a sviluppare sempre più sentimenti umani e grazie a Nimph, il primo Angeloid inviato a portarla indietro, la sua memoria viene sbloccata definitivamente facendole ricordare il suo vero scopo primario. Diverse avventure coinvolgeranno Tomoki ed i suoi amici ed altri Angeloid come Astraea si uniranno al gruppo che piano piano si avvicinerà a scoprire quale sia la realtà nascosta dietro all'esistenza degli Angeloid.

## Personaggi

I protagonisti della serie (da sinistra verso destra): Sohara, Nymph, Ikaros, Tomoki, Mikako e Eishirō

### Umani
Tomoki Sakurai (桜井 智樹?, Sakurai Tomoki)
Doppiato da: Sōichirō Hoshi
Il protagonista del manga, un ragazzo che non vuole altro che una vita serena e tranquilla nella sua città. Tuttavia, la vita di Tomoki cambierà quando incontrerà Ikaros. Anche se ha un lato estremamente perverso (tale da arrivare a creare una serie di condutture che gli permettono di spiare le ragazze in ogni angolo della città), è una persona dal cuore d'oro, molto dolce e gentile quando la situazione lo richiede. Si è prefisso lo scopo di rendere Ikaros più umana. Fin da piccolo ha un sogno in cui incontra una ragazza, a cui sa di volere molto bene, ma che all'improvviso vola via facendolo svegliare in lacrime. Questo sogno ricorrente viene interpretato da Eishirō come collegamento tra il mondo umano ed il "nuovo mondo" (la Synapse). Tomoki vuole molto bene sia a Sohara che alle Angeloid che lo circondano ma è la stessa Sohara a fargli notare che Ikaros per lui deve essere speciale visto che è l'unica a cui non ha provato a fare cose strane. Durante la convivenza con Ikaros incontra Nymph che anche se in un primo momento lo disprezza finisce per infatuarsi anch'essa di Tomoki che la libera dal controllo del suo vecchio master spezzando la catena che li legava. Una terza Angeloid di nome Astraea finisce per legarsi emotivamente a Tomoki grazie ai ripetuti tentativi del giovane di farle capire che lei, Ikaros e Nymph possono fare quello che desiderano e non devono per forza obbedire ai comandi di qualcuno. Si offre volontariamente di fare da master a Nymph per farle riacquisire le ali ma non è necessario perché esse ricrescono da sole pochi istanti dopo la proposta. Ad una successiva richiesta di Nymph che lo vuole ancora come master le risponde che l'unica cosa che vorrebbe per lei è la sua felicità e libertà. Anche se continua a lamentarsi del fatto che le Angeloid gli abbiano rovinato il proprio mondo di pace e tranquillità ammette di aver iniziato a vederle come la propria famiglia e di apprezzarne dal profondo del cuore la compagnia. Durante il secondo anno di liceo una ragazza di nome Hiyori gli confessa il proprio amore ma essendo per lui la prima volta non sa come reagire. Purtroppo la ragazza viene investita da un camion e scompare dal mondo umano essendo in realtà un angelo, mentre a tutti (esclusi gli Angeloid) vengono cancellati i ricordi della ragazza dal programma di Synapse. Solo Tomoki riesce a porre una certa resistenza prima che il programma abbia il sopravvento. In realtà Tomoki aveva finto di non ricordarsi di Hiyori e arrivato sul posto dell'attacco portato da Hiyori stessa, sotto la sua nuova forma di Angeloid, riesce assieme al gruppo a salvarla. Tomoki, credendo che l'imprinting con Ikaros le impedisca di poter ridere, decide di privarsene ma questo gesto invece non viene accettato dall'Angeloid che non vuole assolutamente essere allontanata dal suo padrone. I due, in lacrime, si riconciliano sospesi sulla superficie marina dando vita ad un secondo imprinting.
Sohara Mitsuki (見月 そはら?, Mitsuki Sohara)
Doppiata da: Mina
Amica d'infanzia di Tomoki e sua vicina di casa. È tanto brava negli sport quanto carente in inglese (non riesce a pronunciare apple nel modo corretto) e suo malgrado non è brava neanche in cucina, anche se lei non se ne rende conto. Spesso va a casa di Tomoki di mattina per svegliarlo. Da piccola era sempre ammalata ed aveva solo Tomoki come amico, che andava spesso a trovarla. Le sue 3 misure sono: seno 93 cm (più grande persino di quello di Astraea), vita 59 cm, fianchi 84 cm: di fatto è la ragazza con le tette più grosse di tutta la serie. È molto gelosa della relazione che Tomoki ha con le Angeloid e quando il ragazzo commette qualcosa di imbarazzante o da pervertito su di loro, ma anche su di lei, per punirlo utilizza un poderoso colpo di karate, sviluppato fin da piccola (e collaudato su Tomoki ovviamente, quando questi le abbassò i pantaloni). Questa sua reazione deriva dal fatto che anche lei è innamorata di Tomoki. In un capitolo del manga viene rivelato che anche lei ha un lato da depravata, infatti un suo sogno la vede trovarsi in situazioni erotiche con Tomoki come per esempio fare la doccia insieme, suggerendo il fatto che in fondo Tomoki le piace anche perché ha questo suo lato da pervertito. Alla fine del manga, viene rivelato da Daedalus di aver creato lei Sohara: la bambina morta di malattia durante l'infanzia fu l'avatar originale di Daedalus, e la ragazza che cresce con Tomoki durante l'adolescenza è un suo duplicato cosicché lui non la dimentichi.
Eishirō Sugata (守形 英四郎?, Sugata Eishirō)
Doppiato da: Tatsuhisa Suzuki
Il leader del club chiamato "Il Nuovo Mondo". Sugata è una sorta di scienziato e compie ricerche sul "Nuovo mondo". Si presenta come un tipo sempre serio ma allo stesso tempo molto eccentrico e vive in una tenda sul fiume. Attualmente si prefigge lo scopo di studiare Synapse e per questo, con l'aiuto di Nymph, si reca diverse volte ad esplorarlo finendo per incontrare Daedalus e scoprire la verità su Hiyori anche se il programma di Synapse successivamente gli cancellerà ogni memoria dell'angelo. Ha una qualche sorta di legame con la famiglia Satsukitane ma non se ne conoscono bene i dettagli. È estremamente abile nel combattimento a mani nude e con le armi.
Verso la fine si scopre che Sugata è il figlio bandito della famiglia Satsukitane.
In passato Sugata aveva un fratello maggiore, che come lui sognava di creare una macchina volante capace di raggiungere il Nuovo Mondo. Per le capacità intellettuali che aveva dimostrato i genitori avevano grandi aspettative verso il primogenito.
A causa di un litigio, Sugata non controllò a perfezione la macchina volante del fratello e durante il volo, a causa di un bullone allentato, il supporto alare si ruppe facendo cadere il ragazzo che morì sul colpo.
I genitori accusarono Sugata di avere ucciso il fratello, e presero a odiarlo, escludendolo da quel momento in poi dalla famiglia e abbandonandolo a se stesso, trattandolo come un estraneo. Il disprezzo per la madre verso Sugata è così forte che durante il funerale del fratello, esclamò furibonda che non sarebbe dovuto nascere. Sugata a quel tempo ancora un bambino, sentendo tali parole, lo distrussero nel profondo.
Poco tempo dopo nacque il fratellino minore Yugo; ma i genitori non fecero parola sul suo conto, come se Sugata non fosse mai esistito.
Sugata dopo quel evento traumatico, rimase nel bosco, concentrandosi esclusivamente alla progettazione di una macchina volante per raggiungere Il "Nuovo Mondo", autoconvintosi che sulla terra in cui viveva non c'era più posto per lui. Benché Sugata mostri sempre un'espressione impassibile, i sensi di colpa, per l'incidente causato al fratello, e il totale abbandono da parte della famiglia, lo hanno fatto progressivamente impazzire: il ragazzo arriva anche a pensare di distruggere il pianeta terra, mosso dalla più totale disperazione, pur di avere un nuovo mondo dove potesse essere accettato ed essere amato. Indirettamente grazie all'amico Tomoki e di come egli viveva spensierato, Sugata ritrovò un senso nella propria vita, vedendo i suoi amici come la sua nuova famiglia.
Nemmeno alla fine della storia i genitori lo riconsiderano come membro della famiglia, anche se sembra che vada a vivere in seguito da Mikako Satsukitane che era sempre stata innamorata lui.
Nell'anime la sua storia viene solo accennata.
Mikako Satsukitane (五月田根 美香子?, Satsukitane Mikako)
Doppiata da: Ayahi Takagaki
Una studentessa della stessa scuola di Tomoki e Mitsuki e Presidente del Consiglio degli Studenti. Amica d'infanzia di Sugata ed erede di una famiglia della Yakuza. A prima vista sembra una ragazza semplice, dolce e tranquilla, sempre sorridente. In realtà è intelligente, astuta e sadica (il suo sogno preferito è un mondo devastato dalla guerra, dove la ragazza fa strage di nemici). Nel manga è obbligata a frequentare delle lezioni di recupero perché la sua moralità è insufficiente. La sua abilità di combattimento è pari a quella di Sugata. È a conoscenza del tragico passato di Sugata e in certe circostanze cerca di stargli vicino per alleviare il suo dolore. Alla fine della storia Sugata va a vivere con lei. Mikako, con le sue conoscenze, e il suo livello nella società sembra, poter essere in grado di rovinare se lo volesse, la vita dei genitori di Sugata per vendicarlo.
Tomoyo Sakurai (桜井 智代?, Sakurai Tomoyo)
È la madre di Tomoki. Donna allegra, giovane e bella, ma soprattutto depravata al pari del figlio, palpeggia le ragazze a più non posso ma mostra pure interesse per i ragazzi (infatti corteggia Sugata, provocando le ire di Mikako che allora si sfoga su Tomoki). Lei e il marito sono apparsi piuttosto tardi nel manga, perché quando Tomoki compì 10 anni i due decisero di partire per un viaggio intorno al mondo, ritenendo il figlio ormai abbastanza grande per vivere a lungo da solo.
Tsutsumi Sakurai (桜井 つつみ?, Sakurai Tsutsumi)
Padre di Tomoki e marito di Tomoyo. Porta gli occhiali e il carattere in condizioni normali è dolce e mite come quello di Sohara: tuttavia, proprio come fa quest'ultima con Tomoki, quando la libido della consorte diventa eccessiva, la punisce con un terribile colpo di karate. La prima volta che compare, la madre rivela al figlio, che aveva legato Tsutsumi e di averlo sepellito in un luogo sconosciuto. Tornato a casa, il marito la colpisce con un poderoso pugno in testa, per poi legarla completamente, riprendendo insieme il viaggio intorno al mondo.
Tomozo Sakurai (桜井智 Sakurai Tomozo?)
Padre di Tomoyo e quindi nonno di Tomoki presumibilmente deceduto (se è successo non si sa come dato che la scena varia da episodio a episodio) da cui la figlia e il nipote hanno ereditato la loro perversione. Il suo sogno era quello di andare a letto con tutte le donne del mondo, ma non c'è riuscito. Spesso appare al nipote quando quest'ultimo si trova in una situazione difficile per dargli dei consigli (tutti categoricamente perversi).

### Angeloid
Ikaros (イカロス?, Ikarosu)
Doppiata da: Saori Hayami
Altezza: 162 cm - Peso: 48 kg - Ali: variabili
Si presenta come un Angeloid pettoruto di classe minore "Tipo Alpha" e durante il primo incontro con Tomoki si lega a lui tramite una procedura detta "Imprinting" che porta la catena del suo collo ad avvolgersi alla mano del ragazzo. Ikaros ha un carattere molto remissivo e melanconico, farebbe di tutto per soddisfare qualsiasi desiderio di Tomoki. Grazie a delle speciali carte ha la capacità di rendere ogni cosa realtà e Tomoki sperimenterà sulla sua pelle la pericolosità di questo potere (come quando, inebriato inizialmente dalle capacità di Ikaros, chiede di diventare re del mondo. E la ragazza esaudisce questo desiderio facendo sparire tutti gli esseri umani del pianeta, giacché nessuno l'avrebbe voluto come tale). Ha delle ali di tipo "Variabile" che sono molto rare oltre che potenti. Incapace di provare emozioni si affezionerà comunque a Tomoki e dopo che i suoi ricordi, poteri e sentimenti vengono sbloccati grazie all'intervento di Nymph, si innamorerà di Tomoki ma non sapendo cosa sia l'amore cercherà in ogni modo di capire se il dolore che prova al suo reattore quando pensa a Tomoki sia proprio quello che tutti chiamano amore. Vorrebbe camminare con Tomoki mano nella mano e ripensando al bacio dato al ragazzo prima dell'intervento di Nymph vorrebbe sapere cosa accadrebbe se i due si baciassero ora che lei ha i propri sentimenti sbloccati. Nymph spiega che Ikaros ha un eccezionale potere combattivo e un'altissima capacità di elaborazione ma allo stesso tempo un bassissimo controllo emotivo. Per la salvezza di Tomoki non esiterebbe un istante a sacrificare la propria vita.
Durante la storia viene rivelato che Ikaros non è affatto un Angeloid di classe minore ma uno da combattimento e non uno qualsiasi ma il più potente di tutti gli Angeloid. Sapendo che Tomoki detesta le armi non voleva assolutamente rivelargli la sua vera natura ma vista Nymph in difficoltà decide di liberare il suo potere. Inaspettatamente Tomoki le dice che era già a conoscenza della sua vera natura ed è grato di questo perché così può proteggere i propri amici. Quando viene colpita riporta sempre e solo danni minori e le sue capacità rigenerative non hanno eguali, può volare alla velocità di Mach 24 e sostenere una pressione superiore a quella di un sommergibile. In passato era soprannominata la "Regina di Urano" e terrorizzava la Synapse grazie al suo immenso potere ed abilità di combattimento. Venne inviata sulla terra come arma del giudizio e fu lei la responsabile della distruzione della torre di Babele.
Ikaros è l'unico Angeloid che ha a disposizione la "modalità battaglia" (modalità Regina di Urano), nell'anime quando l'attiva le sue ali si illuminano, i suoi occhi diventano rossi e sopra la sua testa appare un'aureola. Ikaros può generare uno scudo quasi invincibile detto "Aegis" che la protegge dai colpi a lei diretti da ogni direzione. Ha accesso inoltre a due armi eccezionali: la prima detta "Artemis" le permette di sparare di missili a ricerca di energia dalle proprie ali mentre la seconda detta "Apollon" è una sorta di arco che con un colpo potrebbe spazzare via un'intera nazione. La sua arma definitiva però è "Hephaestus" che ricorda una nave spaziale richiamata da un'altra dimensione in grado di annientare qualsiasi avversario, durante lo scontro con le Harpy tipo Gamma sono visibili solo i cannoni di questa colossale arma.
Una gag ricorrente nella serie vede Ikaros tenere in mano un'anguria, frutto che ne ha attirato la curiosità. Nel manga questo la porta a creare un proprio orticello di angurie in giardino. Il nome Ikaros deriva da quello di Icaro il cui destino di cadere dal cielo è simile a quello dell'Angeloid. Avendo promesso a Tomoki di non dire più bugie ed essendo a conoscenza del segreto di Hiyori vorrebbe rivelarlo al ragazzo ma viene fermata da Nymph.
Quando si sacrifica per sconfiggere la prima Ikaros Oscura subisce dei danni che vanno al di là delle sue capacità di autorigenerazione. Però quando Tomoki le si avvicina il sistema Pandora si attiva facendola evolvere nella sua seconda versione che ha delle capacità uniche e che con esse riesce facilmente ad avere la meglio sulle numerose versioni oscure di se stessa, Nymph ed Astraea. Riesce anche a combattere alla pari con l'evoluzione di Chaos.
Nymph (ニンフ?, Ninfu)
Doppiata da: Iori Nomizu
Altezza: 139 cm - Peso: 29 kg - Ali: non variabili, tipo invisibile (Stealth)
Si presenta come Angeloid da guerriglia elettronica di tipo Beta, Nymph. Con lo scopo di riportarla dal suo "vero" padrone, attacca Ikaros senza esitazione ma quando scopre che i suoi ricordi ed emozioni erano stati bloccati decide, per farla soffrire ancora di più, di usare un virus per rimuovere le protezioni che ha ai ricordi per farle ricordare il suo attacco alla torre di babele ed i suoi ricordi prima delle vicende della storia. Per sua sfortuna questo virus oltre che le protezioni sui ricordi rimuove anche le protezioni sui suoi sentimenti e la modalità "Uranus Queen" (Regina di Urano)e quindi tutti i suoi poteri, infatti Ikaros dopo essersi trasformata in Regina di Urano la sconfigge facilmente, senza però toglierle la vita. Gli umani per lei sono degli esseri inferiori e li chiama con disprezzo insetti. Tornata sconfitta dal suo master viene posta davanti alla scelta di uccidere un uccellino o perdere la vita e Nymph a malincuore lo deve schiacciare con la mano destra strappandogli le ali. Viene inviata una seconda volta sulla terra con una bomba al collo così da eliminare definitivamente Ikaros. Continuamente soggetta a soprusi da quando ha aperto gli occhi decide che Ikaros ha diritto di vivere felice con il suo nuovo master ma mentre torna in cielo viene attaccata dalle Harpy. Le due Angeloid fanno leva sui sentimenti di Nymph verso il suo master così da poterla eliminare con Ikaros ma questa volta Nymph non cade nel tranello ed attacca direttamente le Angeloid di tipo Gamma. Purtroppo la sua forza non è sufficiente e le vengono così strappate le ali, in suo soccorso però giungono Tomoki, Ikaros e gli altri personaggi. Mentre Ikaros costringe alla fuga le Harpy la catena di Nymph viene spezzata da Tomoki rendendola libera.
Così inizia la sua vita con Tomoki e piano piano si innamora del ragazzo, la prima persona che le abbia mai dimostrato gentilezza e comprensione nella sua vita. Le ali le ricrescono quando accetta Tomoki come nuovo master ma per la gioia si dimentica di fare l'"Imprinting" ed imbarazzata rimanda questa richiesta numerose volte, successivamente però lo riesce a chiedere al ragazzo ma lui le risponde che desidera per Nymph il meglio e questo vuol dire la sua libertà.
Essendo un'arma da combattimento elettronica la sua abilità nel penetrare in qualsiasi sistema elettronico è la migliore tra tutti gli Angeloid. Questo capacità è valida oltre che per i computer anche per gli altri Angeloid ed umani. La sua unica arma degna di nota è un raggio che emette dalla bocca chiamato "Paradise Song" con cui cerca di distruggere, senza riuscirci, le Harpy. Nymph ha un'altissima capacità di elaborazione ed un ottimo controllo emotivo ma un potere di combattimento molto basso. Il suo radar è il più efficiente tra quelli della prima generazione di Angeloid. Ikaros infatti ammette che il suo radar non è efficiente come quello di Nymph neppure nel momento in cui Nymph non aveva le ali. Nymph infatti ammette che le sue capacità, radar compreso, quando era priva di ali erano molto più deboli. Nymph è molto ghiotta e golosa e si vede molto spesso mentre mangia patatine o dolci come le mele caramellate. Quando Tomoki è a letto sofferente con il sangue che gli esce dalle orecchie a causa della pressione atmosferica, conseguenza di un misterioso attacco nemico, è la più arrabbiata delle Angeloid e si scaglia senza esitazione contro l'avversario. Scoperto che il nemico è proprio Hiyori decide di assumersi la responsabilità di eliminarla così che le altre persone non soffrano più. Prima però di emettere il "Paradise Song" viene fermata da Tomoki che le dice che facendo così sarebbe proprio lei la persona a soffrire di più e lui non vuole questo. Su idea di Tomoki prova a fare un hacking del sistema di Hiyori che però è ben protetto e così rischia a sua volta di subire un contro-hacking. In questo momento però chiede a Tomoki, colui che considera il suo master, di darle un ordine e così il ragazzo decide di darle come comando "non osare perdere" e lei utilizza una nuova potentissima abilità detta "Aphrodite Deploy" con cui riesce facilmente ad avere la meglio sulle difese di Hiyori e farla tornare alla normalità.
Durante lo scontro con le loro versioni oscure quando il suo vecchio Master le propone di tornare da lui perché gli avrebbe permesso di far suo Tomoki riattiva "l'Aphrodite Deploy" rispondendo che lo farà suo con le sue sole forze e senza l'aiuto di nessuno. Questa capacità deriva dal fatto di possedere anch'essa il sistema Pandora ma purtroppo non avendo, al contrario di Ikaros, un nucleo ad ali variabili raggiunge rapidamente il surriscaldamento. Alla fine dello scontro è lei a prestare le prime cure che salvano la vita a Tomoki.
Astraea (アストレア?, Asutorea)
Doppiata da: Kaori Fukuhara
Altezza: 159 cm - Peso: 48 kg - Ali: super accelerazione, di tipo non variabile
Giunta sulla terra con lo scopo di uccidere Tomoki per aver violato una legge della Synapse, si presenta come Angeloid da combattimento ravvicinato di tipo Delta. Nymph tranquillizza il gruppo di Tomoki dicendo che Delta non è un problema perché anche se estremamente potente ha una capacità di elaborazione bassissima e questo la porta ad avere un'intelligenza molto bassa. La presenza di Tomoki la fa riflettere se sia giusto o meno seguire gli ordini di un'altra persona e non decidere da sola. Così durante lo scontro con Nymph gli viene ordinato di uccidere Ikaros, quando sta per farlo decide di non seguire gli ordini, si strappa la catena che la lega al suo master e decide da sola di aiutare Ikaros che stava affrontando Chaos. È l'ultima della Angeloid di prima generazione ad entrare in contatto con Tomoki e decidere di tradire la Synapse. È innamorata di lui anche se non riesce a capire il nuovo sentimento che prova, proprio come Ikaros. Spesso è al centro delle perversioni di Tomoki grazie al suo seno enorme (91 cm, secondo solo a quello di Sohara) e alla poca intelligenza. In situazioni che lo richiedono però dispone di molto più buon senso rispetto a Ikaros.
Astraea è la più veloce tra gli Angeloid ed ha un potere di combattimento addirittura superiore a quello di Ikaros. Il suo armamento però è tale da permetterle solo il combattimento ravvicinato lasciandola vulnerabile ad attacchi a lungo raggio. Impugna la spada a fotoni "Chrysaor" in grado di penetrare anche il sistema difensivo "Aegis" di Ikaros. Per la difesa dispone di una versione potenziata dello scudo "Aegis", l'"Aegis L" che però è in grado di proteggerla solo da attacchi frontali (l'"Aegis" invece è uno scudo sferico). Questo scudo ha inoltre il difetto di consumare molta energia e per questo non può rimanere attivo per molto tempo.
Quando vede Tomoki esanime tra le mani di Ikaros Oscura non riesce a trattenersi e cerca di affrontare in un combattimento uno contro uno la rivale dicendo che ella non è degna di toccare Tomoki. Purtroppo le sue capacità non sono allì'altezza dell'avversaria e viene velocemente sconfitta.
Harpy (ハーピー?, Hāpī)
Doppiate da: Michiko Neya e Maya Okamoto
Le Harpy sono due Angeloid da guerriglia di tipo Gamma. Sono coloro che hanno attaccato Nymph e le hanno strappato le ali. Successivamente appaiono come guardiani all'entrata principale di Synapse. La loro arma principale è un enorme cannone detto "Prometheus" che può sparare proiettili a 3000 gradi Celsius ed alla velocità di 4 km/s. Uno di questi proiettili viene però respinto dallo scudo di Ikaros in modalità battaglia. Nel capitolo 61 ricevono l'ordine dal capo della Synapse di distruggere Ikaros, e nonostante la loro riluttanza (dopo la sua evoluzione, Ikaros è diventata ormai troppo forte per loro) ubbidiscono, ma Tomoki interrompe il loro attacco e cerca di insegnare loro a vivere come ragazze normali. Nonostante una iniziale diffidenza, le due Harpy pian piano cominciano ad apprezzare la vita tra gli umani, e confrontando l'atteggiamento di Tomoki con quello del loro padrone, cominciano a chiedersi se sia giusto che un angeloid ubbidisca sempre a qualunque ordine del proprio padrone, specialmente se crudele e arrogante come il capo della Synapse. Dopo un periodo trascorso con Tomoki e gli altri ragazzi con cui fanno amicizia decidono di portare a termine la loro missione e di eliminare l'Uranus Queen. Sapendo di non avere speranze nello scontro e dovendo comunque portarlo a termine decidono di suicidarsi facendosi esplodere all'interno dello scudo Aegis di Ikaros Version II così da non coinvolgere nessun altro.
Chaos (カオス?, Kaosu)
Doppiata da: Aki Toyosaki
Altezza: 107 cm (V1-V2) | Peso: 19 kg (V1) - 20 kg (V2) | Ali: ??? (V1) - Imperfette di tipo variabile anfibio (V2)
È un Angeloid di seconda generazione di tipo Epsilon. Chaos ha l'aspetto di una bambina con un costante sorriso sulle labbra, si veste da suora e non dispone di vere e proprie ali ma di diverse affilatissime lame sulla schiena che utilizza anche come arma. Ha la capacità di manipolare il proprio aspetto con delle illusioni mandando in confusione l'avversario (da qui il suo nome) e questo le permette di sopraffare prima Nimph e poi Ikaros sfruttando il loro amore verso Tomoki. Sin dall'inizio sembra avere un comportamento imprevedibile e instabile. Difatti afferma di non essere interessata all'obiettivo assegnatole (prendere il nucleo ad ali variabili di Ikaros), benché l'ordine venga dallo stesso master che l'ha creata. Vorrebbe sapere a tutti i costi il significato della parola "amore" da cui è ossessionata e lo chiede prima a Tomoki e poi anche alle Angeloid. Ikaros le risponde che per lei l'amore è il dolore (in senso figurato) che prova al reattore quando pensa al suo master. Dopo aver sconfitto Nymph e Ikaros si trova ad affrontare Astraea che riesce a colpirla avendo spezzato la catena che la legava al suo vecchio master. Ikaros nel frattempo si rigenera e la attacca frontalmente spedendola nel profondo degli abissi oceanici dove grazie alla pressione marina non può temporaneamente muoversi. Durante questa permanenza negli abissi ripensa a ciò che Ikaros le ha detto e giunge alla triste conclusione che l'amore è dolore così inizia a nutrirsi di pesci per crescere in fretta e mostrare il suo "amore" a tutti. Dopo aver riacquisito sufficiente potere colpisce alle spalle l'Angeloid Siren e la divora assorbendone i poteri e quindi la capacità di muoversi in acqua. Essendo dotata del programma Pandora ha anche l'abilità di evolversi autonomamente e questo le consente di trasformarsi nella sua forma finale spezzando da sola l'imprinting che la soggiogava. A detta di Daedalus in queste condizioni non c'è nessuno che possa fermarla ed è anche possibile che attacchi direttamente la Synapse.
Quando Chaos torna nella città dei protagonisti, incontra per primo Tomoki. Ma dopo un inizio che faceva presagire il peggio (la ragazzina si presenta con la sua risata isterica mentre tortura un gattino, volendo portare allo stesso modo il suo 'amore' a tutti), Tomoki non si lascia intimorire e cerca di spiegarle che cos'è veramente l'amore. I primi tentativi sono disastrosi, perché Tomoki le porta come esempi le sue attività preferite, ovvero spiare le ragazze, dalle quali viene regolarmente pestato. E ovviamente ogni volta Chaos conclude sempre che l'amore è dolore.
Poi Tomoki nota che Chaos è scalza e le mette delle scarpe ai piedi. Questo gesto piace all'Angeloid, e sembra finalmente capire che amore significa essere gentili con gli altri.
Soddisfatto, Tomoki torna a casa e dà appuntamento a Chaos per il giorno dopo, ma per la piccola l'unica casa che conosce è la Synapse, alla quale decide di tornare. Purtroppo, dopo la vicenda di Siren, il leader della Synapse tenta di eliminarla, lasciando allibita Chaos. Chaos sfugge al tentativo della Synapse di eliminarla e decide di rifugiarsi a casa di Tomoki, il primo che l'ha trattata con gentilezza. Ma la bambina arriva a casa di Tomoki proprio nel momento in cui quest'ultimo, esasperato dai continui disastri delle tre angeloid che ospita, grida di non volere più Angeloid in casa sua. Una frase dettata da un momento di rabbia che però sconvolge Chaos, e piangendo la piccola scappa verso l'oceano. Ikaros, Ninmph e Astraea la vedono, quest'ultima capisce che soffre e la insegue cercando di farla ragionare. Inutilmente, Chaos fugge nelle profondità del mare (dove le angeloid normali non possono andare) dopo aver gridato che non vuole più saperne dell'amore. E inutilmente il giorno dopo Tomoki si presenta all'appuntamento. È dotata del sistema Pandora, del sistema antirilevamento "Medusa" e di un generatore vibrazionale atomico al alta velocità chiamato "Chimaira".
Chaos riappare dopo lo scontro tra Ikaros, Nymph, Astraea e le Angeloid Oscure assorbendo ciò che rimane dei corpi di queste ultime evolvendosi ulteriormente. Solo Ikaros nella sua seconda versione riesce a contrastarla ma quando tutto sembra perduto e sta per lanciare il suo attacco finale si ferma tutto d'un tratto vedendo sulla sua linea di tiro Tomoki. La sera si materializza, con ancora le scarpe che le aveva donato il ragazzo in mano, in ospedale e in lacrime gli si mette sdraiata accanto. Ritorna per attaccare Hiyori ma prima che sia lei ad eliminarla è la stessa ragazza che si suicida trafiggendosi con una delle sue ali così da trasmetterle i suoi sentimenti e farle capire cos'è il vero amore.
Hiyori Kazane (風音 日和?, Kazane Hiyori)
Hiyori è una studentessa del secondo anno che frequenta la stessa scuola di Tomoki. È innamorata di Tomoki e si unisce al club del "Nuovo Mondo" per stargli più vicino. In realtà Hiyori è l'angelo che Eishirō ha visto quando andò per la prima volta a Synapse. Il suo vero corpo riposa in una sorta di cella che collega la sua mente con il proprio corpo terreno che funziona proprio come un avatar. Eishirō anche se riluttante decide di farla entrare nel club così da poter ricevere più fondi da parte della scuola. Ad esclusione di Nymph, Ikaros ed Eishirō nessun altro conosce la sua vera identità. Hiyori si imbarazza quando gli altri le chiedono se stia uscendo con Tomoki perché anche se il ragazzo le piace non è ancora riuscita a chiedergli un appuntamento. La presenza di Hiyori è fonte di sconforto per Nymph, Astraea e Sohara perché le ragazze si rendono conto che lei è sempre gentile con Tomoki in ogni situazione mentre le altre vedono solo i suoi fallimenti. Un giorno però la ragazza riesce a confessare il proprio amore a Tomoki che non essendoci abituato rimane di sasso e non sa come reagire. Il suo tempo con Tomoki comunque è destinato a finire perché un camion la travolge in mezzo alla strada ed il suo corpo sparisce nel nulla come i ricordi che le persone hanno di lei. In cielo chiede di poter tornare sulla terra ma le viene detto che lo stesso sogno non può più essere fatto. Solo gli Angeloid ed all'inizio Tomoki riescono a ricordarsi ancora di lei. Pochi giorni dopo, proprio mentre Ikaros si era quasi decisa a dire tutto a Tomoki, torna sulla terra trasformata in un Angeloid di nome Zeta in grado di controllare l'atmosfera. La sua trasformazione in Angeloid è stata decisa dal leader della Synapse. Essendo un Angeloid non può far altro che obbedire agli ordini del suo master ed al contrario di Ikaros e della altre le sono state applicate diverse catene oltre a quella sul collo (infatti lei le ha anche su tutti gli arti). Nymph dapprima decide che l'unico mezzo per fermarla sarebbe distruggerla poi, grazie a Tomoki, cambia idea e riesce ad effettuare un hacking e liberarla dal controllo del suo master. Attualmente vive sulla terra ed anche avendo perso il suo corpo umano continua a frequentare la scuola insieme a tutti gli altri. Decide di lasciare il club del "Nuovo Mondo" perché dice di aver capito chi è la persona che piace davvero a Tomoki, comunque subito dopo lo bacia facendo capire che i suoi sentimenti per lui non sono affatto cambiati. Muore facendosi trafiggere volontariamente da una delle ali di Chaos così da trasmettere alla bambina Angeloid il significato del vero amore con i suoi sentimenti.
Tuttavia, grazie al desiderio di Tomoki ritorna in vita, come si vede nel capitolo finale.
Siren (セイレーン?, Seiren)
È un Angeloid per battaglie sottomarine di tipo Eta. Appare a 8000 metri di profondità durante la riconciliazione tra Tomoki e Ikaros decisa a trascinarli sottacqua ed ucciderli. Al contrario degli altri Angeloid può nuotare e questo la rende l'arma perfetta per annientare Ikaros. Purtroppo per lei viene trafitta numerose volte alle spalle da Chaos che la divora assorbendone sistema di controllo e capacità. Le sue ulteriori capacità non ci vengono mostrate essendo annientata subito da Chaos.
Oregano (オレガノ?, Oregano)
Un Angeloid specializzato in cure mediche che riesce misteriosamente ad arrivare sulla terra seguendo Eishiro quando torna indietro da uno dei suoi viaggi da Synapse. Mikako decide di prendersi cura di lei perché Tomoki non ha abbastanza soldi per occuparsi di un altro Angeloid. Tomoki e Nymph inizialmente sono preoccupati dal fatto che Origano possa essere vittima dei comportamenti sadici e degli esperimenti di Mikako ma quando la vanno a trovare sembra tutto in ordine e l'Angeloid ha addirittura imparato a parlare. Tutto ciò però non si rivela essere completamente vero perché anche se davanti a Tomoki ha un comportamento rispettoso ed innocente in realtà ha preso molto dal suo attuale padrone e quando il ragazzo non la vede si diverte a torturare ed attaccare fisicamente e verbalmente Nymph che arriva a detestarla perché ogni volta sembra sia lei ad essere la colpevole dei maltrattamenti. Ha un debole per Tomoki (il ragazzo conia per lei il soprannome di "Miniros" perché gli ricorda Ikaros) e rispetta molto Ikaros mentre sembra odiare Nymph.
Ikaros Melan (イカロス＝メラン?, Ikarosu Meran, Ίκαρος Μέλαν)
Altezza: 162 cm - Peso: 48 kg - Ali: variabili
Ikaros Melan, o anche "Ikaros Oscura", è un "Angeloid Tattico" (tipo Theta) ((戦略エンジェロイドタイプθ（シータ）?) che ha per padrone il signore del cielo. Appare per la prima volta nel capitolo 54 ed è la versione oscura di Ikaros di cui possiede una copia del "nucleo ad ali variabili". Essendo una seconda generazione il suo potere è di gran lunga superiore a quello dell'originale che viene subito sconfitto. Il suo "scudo Aegis" ha una potenza tale che non può essere penetrato dalla spada Chrysaor di Astraea che si spezza durante il colpo ed i suoi pugni sono in grado anche di infrangere l'Aegis L di Astraea che negli attacchi frontali è più potente dell'Aegis di Ikaros. Viene distrutta quando Ikaros si sacrifica facendosi colpire dall'Apollon della sua versione oscura e immediatamente attiva l'Aegis rinchiudendo se stessa e l'avversaria in esso subendo entrambe un'esplosione che avrebbe potuto distruggere un intero paese. Successivamente appaiono altre numerose versioni oscure sia di Ikaros che di Nymph ed Astraea che vengono però annientate dalla seconda versione di Ikaros e poi assimilate da Chaos.

### Angeli
Sono gli abitanti che vivono nel pianeta invisibile che orbita intorno alla terra. Verso la fine si scopre che essi sono gli esseri più antichi dell'universo non che i creatori dello stesso. Come gli umani, gli alati si sono evoluti nel corso dei secoli progredendo sempre di più nel tempo. La loro prima grande scoperta, che fu anche il primo passo che li condusse alla rovina, fu l'immortalità. Successivamente essi crearono La Tavola delle Leggi: un dispositivo tecnologico altamente avanzato che ha la forma di un grande pilastro, e se qualcuno vi scriveva sopra qualcosa, ogni suo desiderio si sarebbe esaudito. Gli Alati poterono possedere così tutto ciò che volevano. Col proseguire del tempo, tuttavia, essi cominciarono a provare depressione nella loro vita. Vi furono in seguito suicidi di massa, disperati per non trovare più senso nella loro esistenza. Il popolo degli alati si ridusse così da milioni a circa 10.000 abitanti. Osservando l'esistenza che gli umani facevano sulla terra, iniziarono ad invidiarli, poiché, a differenza loro, gli alati, non possedevano il dono di sognare. Tutti i superstiti si misero così a dormire in delle capsule che trasferì la loro coscienza sulla terra, facendoli rinascere come avatar umani per potere riavere una vita vera.
Daedalus (ダイダロス?, Daidarosu)
Doppiata da: Asuka Ōgame
Daedalus è la ragazza che appare nei sogni di Tomoki lasciando il ragazzo in lacrime al risveglio. Ha deciso di apparirgli perché vorrebbe che il ragazzo la salvi. È stupita ed allo stesso tempo contenta del fatto che l'Angeloid inviato da lei sulla terra si sia legata così tanto a Tomoki e che riesca così anche a divertirsi. Daedalus è colei che ha creato Ikaros, Nymph ed Astraea: la prima generazione di Angeloid. Nel capitolo 45 dopo che Tomoki ed Ikaros fanno un secondo imprinting si chiede se sia giusto essere così felice per i due visto che in origine aveva mandato sulla terra Ikaros solo per aiutarla ed invece ora è evidente che tra i due ci sia un legame fortissimo. Verso la fine del manga si scopre che anche lei come gli altri superstiti degli alati aveva un suo avatar-umano sulla terra, ovvero: Sohara Mitsuki amica di Tomoki. Tuttavia morì di una grave malattia quando era ancora bambina causando un terribile dolore a Tomoki, spiegando perché in sogno ogni volta che Tomoki la vede, si mette a piangere. In seguito alla sua morte, Deadalus si risvegliò, in quanto Sohara Mitsuki era il suo avatar-umano. Non volendo far soffrire Tomoki la duplicò per far dimenticare a Tomoki ciò che successe in passato.

## Media

### Manga
Il manga, scritto e disegnato da Sū Minazuki, è stato serializzato dal 26 marzo 2007 al 26 gennaio 2014 sulla rivista Monthly Shōnen Ace edita da Kadokawa Shoten. I capitoli sono stati raccolti in 20 volumi tankōbon pubblicati dal 26 settembre 2007 al 26 marzo 2014.
In Italia il manga è stato annunciato durante il Lucca Comics & Games 2011 da Panini Comics che lo ha pubblicato sotto l'etichetta Planet Manga dal 28 gennaio 2012 al 25 ottobre 2014.

#### Volumi
| 1  | 26 settembre 2007 | ISBN 978-4-04-713973-2                                                 | 28 gennaio 2012   | ISBN 978-88-6589-513-9 |
| 1  | Capitoli - 1: Caduta! (落下!!?, Rakka!!) - 2: Il mondo è mio! (征服!!?, Seifuku!!) - 3: In volo! (飛翔!!?, Hishō!!) - 4: Affondato! (轟沈!!?, Gōchin!!) |                                                                        |                   |                        |
| 2  | 26 dicembre 2007 | ISBN 978-4-04-715013-3                                                 | 25 febbraio 2012  | ISBN 978-88-6589-527-6 |
| 2  | Capitoli - 5: Compiti! (宿題!!?, Shukudai!!) - 6: Elegia! (挽歌!!?, Banka!!) - 7: Esplosioni! (爆破!!?, Bakuha!!) - 8: Senzatetto! (宿無!!?, Yadonashi!!) - 9: Bugie! (虚言!!?, Kyogen!!) - EX: La prima commissione |                                                                        |                   |                        |
| 3  | 26 luglio 2008 | ISBN 978-4-04-715079-9                                                 | 24 marzo 2012     | ISBN 978-88-6589-613-6 |
| 3  | Capitoli - 10: Sentimenti! (感情!!?, Kanjō!!) - 11: Bagni femminili!! (女湯!!?, On'nayu!!) - 12: Scuola!! (学校!!?, Gakkō!!) - 13: Raddoppiamento!! (増殖!!?, Zōshoku!!) - 14: Smile Attack!! (笑撃!!?, Shōgeki!!) |                                                                        |                   |                        |
| 4  | 26 gennaio 200 | ISBN 978-4-04-715164-2                                                 | 28 aprile 2012    | ISBN 978-88-6589-644-0 |
| 4  | Capitoli - 15: Giocattoli! (玩具!!?, Omocha!!) - 16: Ordini! (命令!!?, Meirei!!) - 17: Campo scuola!! (合宿!!?, Gasshuku!!) - 18: Dive!! (潜入!!?, Sen'nyū!!) - EX 1: La prima mancetta - EX 2: Il vento e il sole |                                                                        |                   |                        |
| 5  | 25 aprile 2009 | ISBN 978-4-04-715228-1                                                 | 9 giugno 2012     | ISBN 978-88-6589-955-7 |
| 5  | Capitoli - 19: Fight!! (闘技!!?, Tōgi!!) - 20: Appuntamento!! (逢瀬!!?, Ōse!!) - 21: Cultura!! (文化!!?, Bunka!!) - 22: Eliminazione!! (排除!!?, Haijo!!) - EX 1: Il primo trasloco - EX 2: Il cambio d'abito |                                                                        |                   |                        |
| 6  | 26 settembre 2009 | ISBN 978-4-04-715292-2                                                 | 30 giugno 2012    | ISBN 978-88-6589-988-5 |
| 6  | Capitoli - 23: Guerra!! (合戦!!?, Gassen!!) - 24: Indagine!! (調査!!?, Chōsa!!) - 25: Al verde!! (金欠!!?, Kinketsu!!) - 26: Recupero!! (補習!!?, Hoshū!!) - EX: I primi scavi |                                                                        |                   |                        |
| 7  | 26 ottobre 2009 | ISBN 978-4-04-715301-1                                                 | 28 luglio 2012    | ISBN 978-88-6304-168-2 |
| 7  | Capitoli - 27: Nuoto!! (水泳!!?, Suiei!!) - 28: Sopravvivenza!! (生存!!?, Seizon!!) - 29: Caos!! (混沌!!?, Konton!!) - 30: Bambole!! (人形!!?, Ningyō!!) - EX 1: Il vento e il sole 2 - EX 2: Gara d'intelligenza |                                                                        |                   |                        |
| 8  | 26 marzo 2010 | ISBN 978-4-04-715399-8                                                 | 30 agosto 2012    | ISBN 978-88-6304-169-9 |
| 8  | Capitoli - 31: Ritorno a casa!! (帰宅!!?, Kitaku!!) - 32: La lettera!! (手紙!!?, Tegami!!) - 33: Depurazione!! (浄化!!?, Jōka!!) - 34: Iscrizione!! (入部!!?, Nyūbu!!) - EX 1: Le riviste sconce vanno nascoste sotto il letto (Edizione Ikaros) - EX 2: Le riviste sconce vanno nascoste sotto il letto (Edizione Nymph) |                                                                        |                   |                        |
| 9  | 9 settembre 2010 (ed. con DVD) 25 settembre 2010 (ed. regolare) | ISBN 978-4-04-900800-5 (ed. regolare) ISBN 978-4-04-715520-6 (ed. DVD) | 22 settembre 2012 | ISBN 978-88-6304-272-6 |
| 9  | Capitoli - 35: Purezza!! (清純!!?, Seijun!!) - 36: Sospetto!! (疑惑!!?, Giwaku!!) - 37: Hiyori!! (日和!!?, Hiyori!!) - 38: Oblio!! (忘却!!?, Bōkyaku!!) - EX: (Edizione Astaea) Le riviste sconce vanno nascoste sotto il letto                                                                                           |                                                                        |                   |                        |
| 10 | 26 ottobre 2010 | ISBN 978-4-04-715545-9                                                 | 20 ottobre 2012   | ISBN 978-88-6304-273-3 |
| 10 | Capitoli - 39: Conflitto d'emozioni!! (葛藤!!?, Kattō!!) - 40: Ritirata!! (退部!!?, Taibu!!) - 41: Ordine eseguito!! (遂行!!?, Suikō!!) - 42: Agganciamento!! (合体!!?, Gattai!!) - EX: (Edizione Tomoki Sakurai) Io e il tappetino per il mouse                                                                          |                                                                        |                   |                        |
| 11 | 26 gennaio 2011 | ISBN 978-4-04-715603-6                                                 | 22 novembre 2012  | ISBN 978-88-6304-574-1 |
| 11 | Capitoli - 43: Separazione!! (分裂!!?, Bunretsu!!) - 44: Cultura!! (2) (文化!!２?, Bunka!! 2) - 45: Libertà!! (自由!!?, Jiyū!!) - 46: Amore!! (愛情!!?, Aijō!!) - EX: Le riviste sconce vanno nascoste sotto il letto (Edizione definitiva)                                                                               |                                                                        |                   |                        |
| 12 | 4 giugno 2011 | ISBN 978-4-04-715711-8                                                 | 22 dicembre 2012  | ISBN 978-88-6304-601-4 |
| 12 | Capitoli - 47: A casa!! (家路!!?, Ieji!!) - 48: Cani abbandonati!! (捨犬!!?, Suteinu!!) - 49: Sakurai!! (桜井!!?, Sakurai!!) - 50: Misurazioni!! (測定!!?, Sokutei!!) |                                                                        |                   |                        |
| 13 | 26 novembre 2011 | ISBN 978-4-04-120008-7                                                 | 26 gennaio 2013   | ISBN 978-88-6304-736-3 |
| 13 | Capitoli - 51: Anguria!! (西瓜!!?, Suika!!) - 52: Parole!! (言語!!?, Gengo!!) - 53: Torneo!! (天下!!?, Tenka!!) - 54: Soli!! (人気!!?, Ninki!!) - EX: Le ho trovate e me le tengo!! (Edizione Nymph) |                                                                        |                   |                        |
| 14 | 26 marzo 2012 | ISBN 978-4-04-120163-3                                                 | 28 febbraio 2013  | ISBN 978-88-6304-834-6 |
| 14 | Capitoli - 55: Potenza!! (動力!!?, Dōryoku!!) - 56: Cervello!! (頭脳!!?, Zunō!!) - 57: Notte Sacra!! (聖夜!!?, Seiya!!) - EX 1: Le ho trovate e me le tengo!! (Edizione Astraea) - EX 2: Le ho trovate e me le tengo!! (Edizione Ikaros) - EX 3: Angeloid meccanica                                                       |                                                                        |                   |                        |
| 15 | 26 luglio 2012 | ISBN 978-4-04-120322-4                                                 | 31 maggio 2013    | ISBN 978-88-6304-916-9 |
| 15 | Capitoli - 58: Amicizia!! (友情!!?, Yūjō!!) - 59: Parenti!! (兄妹!!?, Kyōdai!!) - 60: Sorelle!! (姉妹!!?, Shimai!!) - 61: Colpo!! (手刀!!?, Tegatana!!) - EX: Le ho trovate e me le tengo!! (Edizione Sohara) |                                                                        |                   |                        |
| 16 | 24 ottobre 2012 | ISBN 978-4-04-120442-9                                                 | 29 giugno 2013    | ISBN 978-88-6304-981-7 |
| 16 | Capitoli - 62: Timidezza!! (羞恥!!?, Shūchi!!) - 63: Onde!! (潮汐!!?, Chōseki!!) - 64: Ciclo!! (循環!!?, Junkan!!) - 65: Fuochi d'artificio!! (花火!!?, Hanabi!!) |                                                                        |                   |                        |
| 17 | 26 aprile 2013 | ISBN 978-4-04-120666-9                                                 | 28 settembre 2013 | ISBN 978-88-9125-205-0 |
| 17 | Capitoli - 66: Fine dell'estate!! (夏終!!?, Natsu owari!!) - 67: Famiglia!! (家族!!?, Kazoku!!) - 68: Perdita!! (忘失!!?, Bōshitsu!!) - 69: Ricompensa!! (報酬!!?, Hōshū!!) |                                                                        |                   |                        |
| 18 | 26 ottobre 2013 | ISBN 978-4-04-120821-2                                                 | 31 maggio 2014    | ISBN 978-88-9125-486-3 |
| 18 | Capitoli - 70: (道徳!!?, Dōtoku!!) - 71: (贖罪!!?, Shokuzai!!) - 72: (石版!!?, Sekiban!!) - 73: (終焉!!?, Shūen!!) |                                                                        |                   |                        |
| 19 | 26 febbraio 2014 | ISBN 978-4-04-120976-9                                                 | 30 agosto 2014    | ISBN 978-88-9125-603-4 |
| 19 | Capitoli - 74: (虚無!!?, Kyomu!!) - 75: (自由!!?, Jiyū!!) - 76: (幸福!!?, Kōfuku!!) |                                                                        |                   |                        |
| 20 | 26 marzo 2014 | ISBN 978-4-04-121046-8                                                 | 25 ottobre 2014   | ISBN 978-88-9125-663-8 |
| 20 | Capitoli - 77: (普通!!?, Futsū!!) |                                                                        |                   |                        |

### Anime

Logo originale della serie

Un adattamento anime è stato realizzato da Anime International Company A.S.T.A. sotto la direzione di Hisashi Saitō ed è stato trasmesso per la prima volta in Giappone dal 4 ottobre al 27 dicembre 2009 su TV Saitama e Chiba TV, con successive trasmissioni su KBS, tvk, Sun Television, TVQ, Tokyo MX e TV Aichi. La serie è stata trasmessa in simulcast sottotitolato in inglese da Crunchyroll. La sigla iniziale si intitola Ring My Bell ed è interpretata da Blue Drops: la voce cantante principale è quella di Hitomi Yoshida per gli episodi dal 1º all'11 e per il 13, mentre per il 12 è quella della doppiatrice di Ikaros, Saori Hayami. Come sigle di chiusura sono stati utilizzati 13 brani differenti, ciascuno per ogni episodio. Gli episodi sono stati raccolti in sette volumi DVD pubblicati tra il 25 dicembre 2009 e il 25 giugno 2010  da Kadokawa Pictures. Un cofanetto Blu-ray è uscito il 24 giugno 2011. L'anime segue gli eventi narrati nei primi 15 capitoli del manga anche se non nello stesso ordine temporale.
La prima stagione era inizialmente composta da 14 episodi, tuttavia ne sono stati trasmessi solo 13. Il quattordicesimo mancante, intitolato Progetto rosa - Paradiso, è stato rimosso per i contenuti troppo spinti per essere trasmessi in televisione e pertanto sarebbe stato pubblicato direttamente in DVD. Tuttavia tale pubblicazione, prevista per il settimo DVD della serie, non è avvenuta e al posto di tale episodio è stato pubblicato il video del concerto dal vivo dal titolo SoraOto live concert "Seishun Hit Paradise", tenutosi il 20 marzo 2010. Alla fine il 14º episodio è stato allegato come OAV speciale al nono volume del manga pubblicato in Giappone il 9 settembre 2010 (l'edizione regolare del volume senza DVD è stata pubblicata il 25 settembre), anche se con presenti pesanti censure.
Nel marzo 2010 è stata annunciata la realizzazione di una seconda stagione dell'anime, trasmessa poi dal 1º ottobre al 17 dicembre 2010.
Nella primavera 2012 si è annunciata la produzione di una terza stagione. La sigla di apertura sarà sempre interpretata da Blue Drops.

#### Doppiaggio
| Personaggio        | Doppiatore                |
| ------------------ | ------------------------- |
| Tomoki Sakurai     | Sōichirō Hoshi            |
| Sohara Mitsuki     | Mina                      |
| Eishirō Sugata     | Tatsuhisa Suzuki          |
| Mikako Satsukitane | Ayahi Takagaki            |
| Daedalus           | Asuka Ōgame               |
| Ikaros             | Saori Hayami              |
| Nymph              | Iori Nomizu               |
| Harpy              | Michiko Neya Maya Okamoto |
| Astraea            | Kaori Fukuhara            |

#### Episodi 1ª Serie
| Nº | Titolo italiano (traduzione letterale) Giapponese 「Kanji」 - Rōmaji                                     | In onda                | In onda |
| Nº | Titolo italiano (traduzione letterale) Giapponese 「Kanji」 - Rōmaji                                     | Giapponese             |         |
| 1  | Un eroe "nudo" sta nascendo! 「全裸王（ユウシャ）世界に起つ!」 - Yūsha sekai ni tatsu!                   | 4 ottobre 2009         |         |
| 2  | Romanzo celestiale 「天翔ける虹色下着（ロマン）」 - Amakakeru Roman                                      | 11 ottobre 2009        |         |
| 3  | L'ordine zero di un Angeloid 「エンジェロイド初体験（0シレイ）」 - Enjeroido Zero shirei                 | 18 ottobre 2009        |         |
| 4  | Amore ed ancora un triangolo 「愛と三角地帯（トライアングル）ふたたび」 - Ai to Toraianguru futatabi     | 25 ottobre 2009        |         |
| 5  | Una calda notte con una celebrità 「任侠（セレブ）と初夜（アツイヨル）」 - Serebu to atsui yoru          | 1º novembre 2009       |         |
| 6  | Truppe dei costumi da bagno! Go! Go! Go! 「水着軍団（ナミギワ）GO!GO!GO!」 - Namigiwa GO!GO!GO!          | 8 novembre 2009        |         |
| 7  | Le nuove studentesse "carine" 「電脳少女（トキメキ）の転校生」 - Tokimeki no tenkōsei                    | 15 novembre 2009       |         |
| 8  | Per chi è il festival dei colpi? 「血斗（マツリ）は誰がために」 - Matsuri wa ta ga tame ni               | 22 novembre 2009       |         |
| 9  | La storia che comincia con una bugia 「嘘から始まる妄想劇場（ストーリー）」 - Uso kara hajimaru Sutōrī   | 29 novembre 2009       |         |
| 10 | Dove vanno le parole degli angeli 「天使の旋律（コトバ）の向かう先」 - Tenshi no kotoba no mukau saki    | 6 dicembre 2009        |         |
| 11 | Andiamo! Mio Paradiso 「いざ征かん! 我が銭湯領域（パラダイス）」 - Iza yukan! Waga Paradaisu             | 13 dicembre 2009       |         |
| 12 | La catena che non concede la fuga 「逃るること叶わぬ螺旋回廊（クサリ）」 - Nogaruru koto kanawanu kusari | 20 dicembre 2009       |         |
| 13 | La perduta regina dei cieli 「スカイの女王」 - Sukai no joō                                              | 27 dicembre 2009       |         |
| 14 | Progetto rosa - Paradiso 「プロジェクト桃源郷（ピンク）」 - Purojekuto Pinku                             | 9 settembre 2010 (OAV) |         |

#### Episodi 2ª Serie
| Nº | Titolo italiano (traduzione letterale) Giapponese 「Kanji」 - Rōmaji                                                                   | In onda          | In onda |
| Nº | Titolo italiano (traduzione letterale) Giapponese 「Kanji」 - Rōmaji                                                                   | Giapponese       |         |
| 1  | Spogliatevi! L'eroe nudo è tornato! 「キミも脱げ! 帰ってきた全裸王（ユウシャ）」 - Kimi mo nuge! Kaette kita yūsha                     | 1º ottobre 2010  |         |
| 2  | Sorpresa! L'angelo dal seno enorme! 「驚愕! 天使は♥♥（キョニュウ）だった」 - Kyōgaku! Tenshi wa kyonyū datta                           | 8 ottobre 2010   |         |
| 3  | Combattere con onore! 「プライド）ある戦い」 - Puraido aru tatakai                                                                     | 15 ottobre 2010  |         |
| 4  | Fino alla morte! La battaglia dei bagni a -1,4 °C 「死闘! 零下1.4度の温泉（カッセン）」 - Shitō! Reika itten'yondo no kassen           | 22 ottobre 2010  |         |
| 5  | Un'amica ed un super fratello dal paradiso 「天界から来た超兄弟（トモダチ）」 - Tenkai kara kita tomodachi                             | 29 ottobre 2010  |         |
| 6  | Deciditi!! Paradiso ed inferno. Sopra e sotto. 「決断せよ!! 天国と地獄（アップダウン）」 - Ketsudan seyo!! Appudaun                    | 5 novembre 2010  |         |
| 7  | Tomoki ha mangiato tutte le angurie 「西瓜（トモキ）喰います」 - Tomoki kuimasu                                                        | 12 novembre 2010 |         |
| 8  | Le voci di coloro che cantano e l'eco degli angeli nel cielo 「空に響く天使達（ウタヒメ）の声」 - Sora ni hibiku utahime no koe        | 19 novembre 2010 |         |
| 9  | Un combattimento feroce! La pesca al carnevale dei sogni 「激闘! 夢の一本釣り（ジャンボカーニバル）」 - Gekitō! Yume no Janbo Kānibaru | 26 novembre 2010 |         |
| 10 | Spiando dal buco della serratura il terreno della fantasia 「節穴世界（ファンタジーフィールド）を覗け!」 - Fantajī Fīrudo o nozoke!    | 3 dicembre 2010  |         |
| 11 | Dopo la poesia delle illusioni 「幻想哀歌（ムサベツ）の果て」 - Musabetsu no hate                                                      | 10 dicembre 2010 |         |
| 12 | Le ragazze sbattono le ali al mattino 「明日に羽飛く彼女達(フォルテ)」 - Asu ni habataku Forute                                        | 17 dicembre 2010 |         |

### Film
| Nº | Titolo italiano (traduzione letterale) Giapponese 「Kanji」 - Rōmaji                                                                                                   | Distribuzione  | Distribuzione |
| Nº | Titolo italiano (traduzione letterale) Giapponese 「Kanji」 - Rōmaji                                                                                                   | Giapponese     |               |
| 1  | Angeloid - Sora no otoshimono il film: Angeloid dell'orologio 「劇場版 そらのおとしもの 時計じかけの哀女神」 - Gekijōban sora no otoshimono: Tokei-jikake no Enjeroido | 25 giugno 2011 |               |
| 2  | Angeloid - Sora no otoshimono Final: Per sempre il mio maestro 「そらのおとしものFinal 永遠の私の鳥籠」 - Sora no otoshimono Final: Etānaru Mai Masutā                 | 26 aprile 2014 |               |